# Ophiocreas carnosus
Ophiocreas carnosus är en ormstjärneart som beskrevs av George Richard Lyman 1879. Ophiocreas carnosus ingår i släktet Ophiocreas och familjen Asteroschematidae. Inga underarter finns listade i Catalogue of Life.